# Rockland All Saints
Rockland All Saints – wieś w Anglii, w hrabstwie Norfolk, w dystrykcie Breckland, w civil parish Rocklands. Leży 27 km od miasta Norwich. W 1881 roku civil parish liczyła 324 mieszkańców. Rockland jest wspomniana w Domesday Book (1086) jako Rokelun(d)lunt.